# Torre del Serrat de la Plaça
La torre del Serrat de la Plaça és un edifici de la Jonquera (Alt Empordà) protegit com a bé cultural d'interès local.

## Descripció
És una torre de planta circular ubicada sobre un turó a ponent del poble, al costat de l'autopista des d'on domina tot el pas fronterer. En ser la Jonquera una població fronterera amb França és habitual trobar-hi construccions de caràcter defensiu i castells fortificats (el de Requesens, Rocabertí, etc.). Va ser construïda, probablement durant a guerra dels trenta anys.
La Torre dels Carlins va ser aixecada amb grans blocs de pedra i en els seus murs s'hi han practicat nombroses obertures: espitlleres, finestres rectangulars (en els tres pisos), finestres d'arc rebaixat (al pis central), etc.

## Història
Formaria part de les obres de fortificació de què gaudiria la vila, igualment passa a l'altra banda del poble amb una torre similar. Al gravat de Beaulieu de 1640 hi hauria una acurada fortificació de la vila. Per tant, això en seria una continuïtat, encara que renovada. Fou construïda segurament durant la guerra dels segadors (1640- 1659) i la torre tingué un paper destacat durant el conflicte bèl·lic. Posteriorment devia emprar-se en altres guerres o senzillament per controlar el pas fronterer, fins al segle xix. En aquells moments va viure la darrera època d'esplendor, essent escenari destacat d'alguns enfrontaments de la guerra Carlina, la qual també li atorgà el seu nom contemporani i actual. Ja al segle XX fou abandonada i cremada.